# 園光子
園 光子（その みつこ、慶長7年（1602年） - 明暦2年旧2月11日（1656年3月6日））は、後水尾天皇の後宮の一人。後光明天皇の生母。院号は壬生院（みぶいん）。父は参議園基任（薨去後左大臣追贈）。初名は国子、継子。

## 生涯
後水尾天皇の後宮に入り、京極局と呼ばれていた。寛永10年（1633年）に後光明天皇を産んだ。その後も守澄法親王・元昌女王・宗澄女王・皇女（桂宮）らを産む。後光明天皇治世の承応3年（1654年）8月18日に准三宮に叙せられたが、同年9月20日に後光明天皇が崩御した。同年10月6日に次の後西天皇から壬生院の院号を宣下され、光子は10月26日に落飾した。京都府京都市東山区今熊野泉山町の泉涌寺内にある月輪陵に墓がある。
国母となった彼女の存在により出身家の園家の地位は大きく上がり、光子の父である基任には正保2年（1645年）に左大臣が追贈されている。なお光子の兄である権大納言園基音の娘国子も後水尾天皇の後宮となり霊元天皇を産んでいる。国母を二人も輩出した園家はその後大いに繁栄した。